# Le Matin (Sénégal)
Pour les articles homonymes, voir L'Observateur.
Le Matin est un important quotidien généraliste sénégalais.
Il a été fondé le 7 janvier 1997 par un groupe de journalistes à l'initiative du groupe Tandian Multimedia. Le journal est fermé en juillet 2011,.
Baba Tandian, patron du groupe d'édition et d'imprimerie qui porte son nom, et dirigeant sportif, a annoncé en novembre 2011 le lancement de deux nouveaux quotidiens : Direct Infos et Lewto.